# جون جوزيف أوهارا
جون جوزيف أوهارا (بالإنجليزية: John Joseph O’Hara)‏ هو كاهن كاثوليكي أمريكي، ولد في 7 فبراير 1946 في جيرسي سيتي في الولايات المتحدة.